# Sceliphron curvatum
Sceliphron curvatum, такође познат као азијска оса-блатоубица, је инсект из рода Sceliphron из породице оса Sphecidae.
Као и све осе овог рода, она је самостална врста, која гради гнезда од блата. S. curvatum је пореклом из неких региона Азије, а инвазивна је у Европи. 

## Опис
Sceliphron curvatum је дугачак 15 до 25 милиметара (0,6 до 1,0 инча), црне је боје са жутим и црвеним орнаментима. Гради гнезда од блата на зидовима зграда, али врло често и у затвореном простору на гомилама књига, одеће или комада намештаја. Свако гнездо је испуњено парализованим пауцима, који служе као храна ларвама. Као и све врсте рода Sceliphron, S. curvatum није агресиван осим ако није угрожен.

## Распрострањеност
Раније је врста била распрострањена у Индији, Непалу, Пакистану, Казахстану и Таџикистану у подпланинским регионима на највишим планинским венцима света: Хималајима, Каракоруму и Памиру. Први пут је забележена у Европи 1979. године, када је женка пронађена у близини села Греч у југоисточној Аустрији. Претпоставља се да је S. curvatum уведен у Европу као резултат људске активности, али се након тога врста сама ширила по Европи. S. curvatum је брзо ширио свој ареал, формирајући моћне популације на антропогеним локалитетима (градови, села) у јужној и централној Европи.Од 1979. године врста се проширила на неколико других европских земаља: Словенију, Италију, Хрватску, Швајцарску, Француску, Мађарску, Немачку, Србију, Црну Гору, Грчку, Чешку, Шпанију, Словачку, Украјину, Португал, Пољску, Румунију, Белгију и Бугарску.
Проширио се на Северну Америку. Први пут је пријављен 2013. године, а проширио се на неколико држава.
У Србији се среће од низијских подручја до висина до 1300 m надморске висине.